# Манастир Милошевац
Светопокровски Манастир Милошевац је српски средњовјековни манастир који је откривен археолошким истраживањем. Припада Митрополији бањалучкој Српске православне цркве, налази се у Приједору, покрај ријеке Милошевице, на размеђи насеља Чиркин Поље и села Орловаца.

## Историја
Утврђено је, да је ова манастирска црква кориштена у касном средњем вијеку. Према наводима у старој црквеној документацији, манастир Милошевац налазио се у близини рјечице Милошевице у насељу Чиркин Поље (у народу познато као и калуђерско поље), на мјесту под називом Црквина. Манастир је страдао, као и остали на овом подручју, током аустријско-турског рата 1683-1699. године. Постоји историјски податак везан за 1690. када се помињу проигуман Аксентије Милошевац и јеромонах Тимотије Милошевац који су највјероватније били монаси из манастира Милошевац. Према народном вјеровању у овом крају, Црква Рођења Пресвете Богородице на Пашинцу изграђена је 1890. од камена порушеног манастира Милошевац. На мјесту порушеног манастира развило се гробље. У Шематизму Митрополије Дабробосанске за 1884, 1885 и 1886 се каже: да поред Приједора постоји један манастир на равници обраслој шумом, док шематизам Митрополије бањалучко-бихаћке из 1901 наводи: да поред Приједора постоји један манастир гдје се развило гробље. На овом мјесту се и данас врше сахране. Често се приликом ископавања гробница наилазило на опеку, камен па чак и на остатке темеља.

## Обнова
Августа 2018. започета је обнова манастира на иницијативу Епископа бањалучког Јефрема, а 18. новембра исте године су освећени темељи. Нови манастир се налази у непосредној близини старог. Манастир је посвећен Покрову пресвете Богородице. Објекат је димензија 28х18метара и рађен је у византијском стилу. Кумови манастира су Марко Павић из Приједора и Винко Вујасин из Бања Луке. Његова светост патријарх српски г. Иринеј посјетио је темеље храма 5. маја 2019. Током 2020. изграђена је манастирска црква без куполе са звоницима. Освештана су четири звона и једанаест крстова, као и темељи манастирског конака. Његова светост патријарх српски г. Порфирије посјетио је манастир Милошевац 23. октобра 2021. гдје је заједно са Епископом Јефремом служио литургију. Посјета је уприличена поводом завршетка грађевинских радова на манастиру, као и покривању манастирског конака. Дана 14. октобра 2023. године манастир је прославио своју крсну славу, те је исти настањен са монасима из манастира Осовице из Српца, док је владика бањалучки као настојатеља манастира именовао свог викарног владику Саву Бундала, епископа марчанског. Манастир Милошевац је тренутно највећи манастир у епархији бањалучкој и један од најљепших и највећих у Српској православној цркви.